# Andrea Grandoni
Andrea Grandoni (sinh ngày 23 tháng 3 năm 1997) là cầu thủ bóng đá San Marino thi đấu ở vị trí hậu vệ cho câu lạc bộ La Fiorita.

## Sự nghiệp thi đấu quốc tế
Grandoni có lần ra sân quốc tế đầu tiên vào ngày 1 tháng 9 năm 2017 trong trận đấu thuộc khuôn khổ Vòng loại Giải vô địch bóng đá thế giới 2018 gặp Bắc Ireland.